# Tüp (distrikt)
Tüp är ett distrikt i Kirgizistan. Det ligger i oblastet Ysyk-Köl Oblusu, i den östra delen av landet, 300 km öster om huvudstaden Bisjkek.